# Gymnastes (Paragymnastes) catagraphus
Gymnastes (Paragymnastes) catagraphus is een tweevleugelige uit de familie steltmuggen (Limoniidae). De soort komt voor in het Oriëntaals gebied.